# Cuando el hardcore llama
Cuando el harcode me llama es el primer álbum de la banda de punk Argentina Los Ingobernables. El disco fue lanzado en 2009 y es su disco debut.

## Listado de temas
- Cómo te Quedó el Ojo?
- Quemando Basura
- El Aleph
- Ni tu Cuatri ni tu 4x4
- Rabia
- La Venganza de la Rabia
- P.O.L.C.A.
- Ucrania
- Sadem Hussein
- Rati Narco
- Subestación y Bowl
- Sin control
- Cura capellán
- Violencia Lumpen

## Formación
- Datos: Q12161503